# Nikel

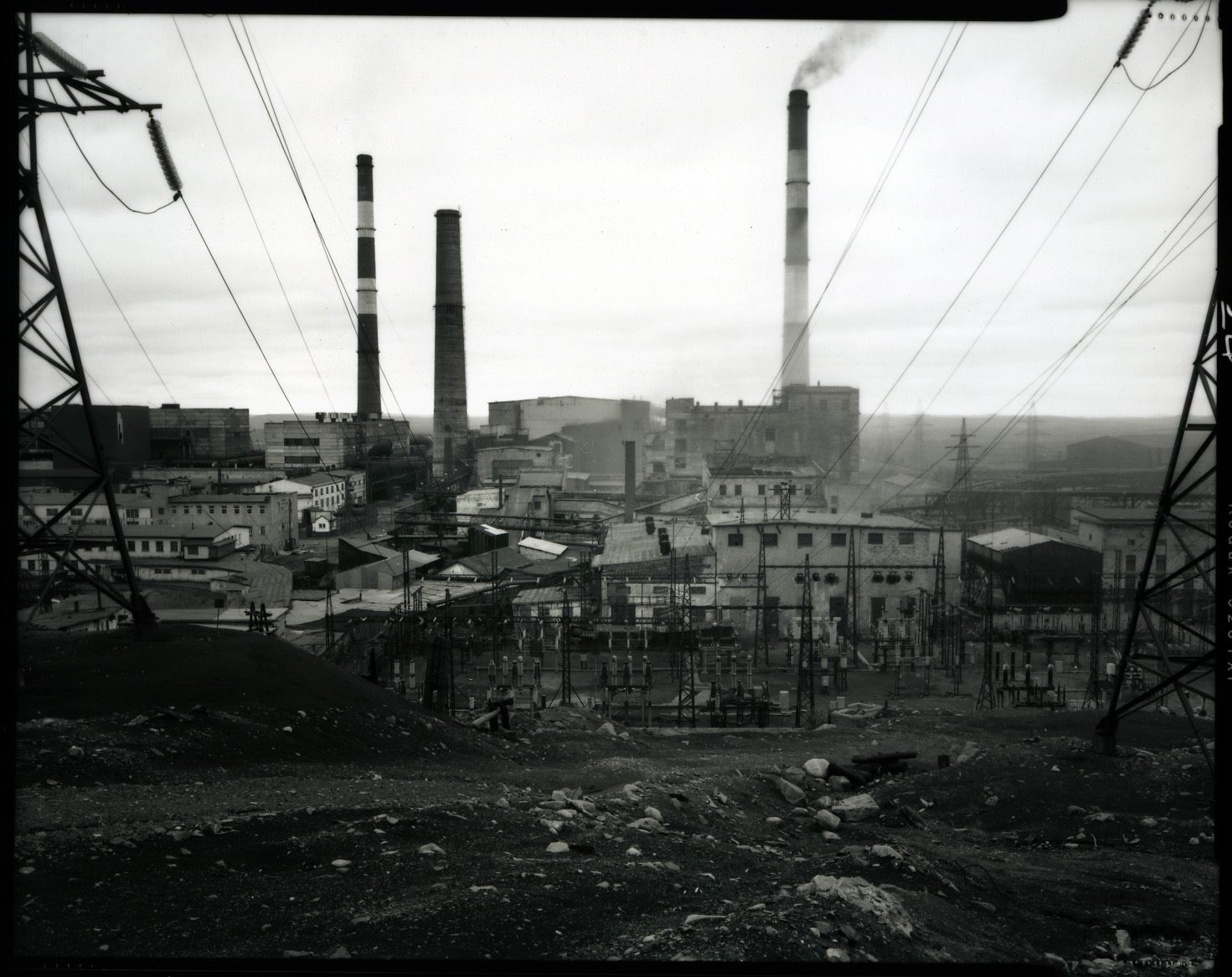
Nickelverket i Nikel

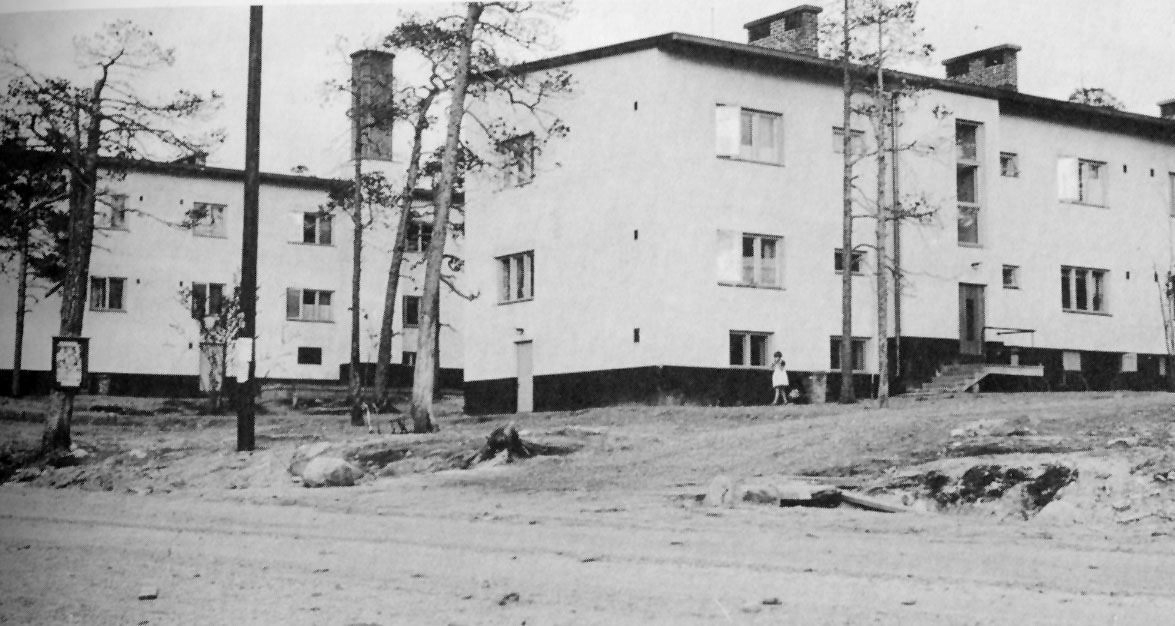
Moderna bostadshus i Nikel (Kolosjoki), byggda under den finländska tiden på 1930-talet.

Nikel (finska: Nikkeli, förr Kolosjoki; ryska: Никель) är en ort i Murmansk oblast i nordvästra Ryssland. Folkmängden uppgick till 9519 invånare i början av 2023.
Den från början finländska orten grundades 1930, efter det att nickelfyndigheter upptäckts i området. Samhället blev ryskt 1944 i och med andra världskriget, då Petsamoområdet erövrades av Sovjetunionen. 
År 2010 slöts ett avtal mellan Norge och Ryssland om att invånarna som bor tre mil från gränsen (bland annat staden Nikel) kan ansöka om begränsad visumfrihet. De slipper då visum för att röra sig över gränsen inom området.

## Smältverket
Smältverket i Nikel startades av ett finsk-kanadensiskt konsortium Petsamo Nikkeli 1938 och färdigställdes 1942 av Finland och Tyskland. Under 1944 sprängdes det under tysk reträtt. Efter andra världskriget så tillföll Nikel och hela Petsamoområdet Sovjetunionen och 1946 hade Sovjet återuppbyggt smältverket.
Nickelverket har varit ortens stora arbetsgivare, samtidigt som det också varit en betydande källa till miljöförstöring. De årliga utsläppen av svaveldioxid var på 1980-talet 400 000 ton och under 2020 fortfarande 80 000 ton vilket motsvarar fem gånger Norges samlade utsläpp och har förvandlat naturen i tiotals kvadratkilometer till ett månlandskap.
Dagen före julafton 2020 stängdes smältverket för gott, det var då Nornickel's äldsta fabriksbyggnad och i och med detta väntas utsläpp av svaveldioxid minska med 85 % under 2021 för Nornickels dotterbolag Kola MMC som drivit smältverket.

## Salmijärvi
Strax nordväst om Nikel, vid Pasvikälven och gränssjön Salmijärvi, ligger byn Salmijarvi, som i början av 1900-talet under namnet Salmijärvi var den mest befolkade fasta bosättningen i Petsamoområdet.

## Bildgalleri

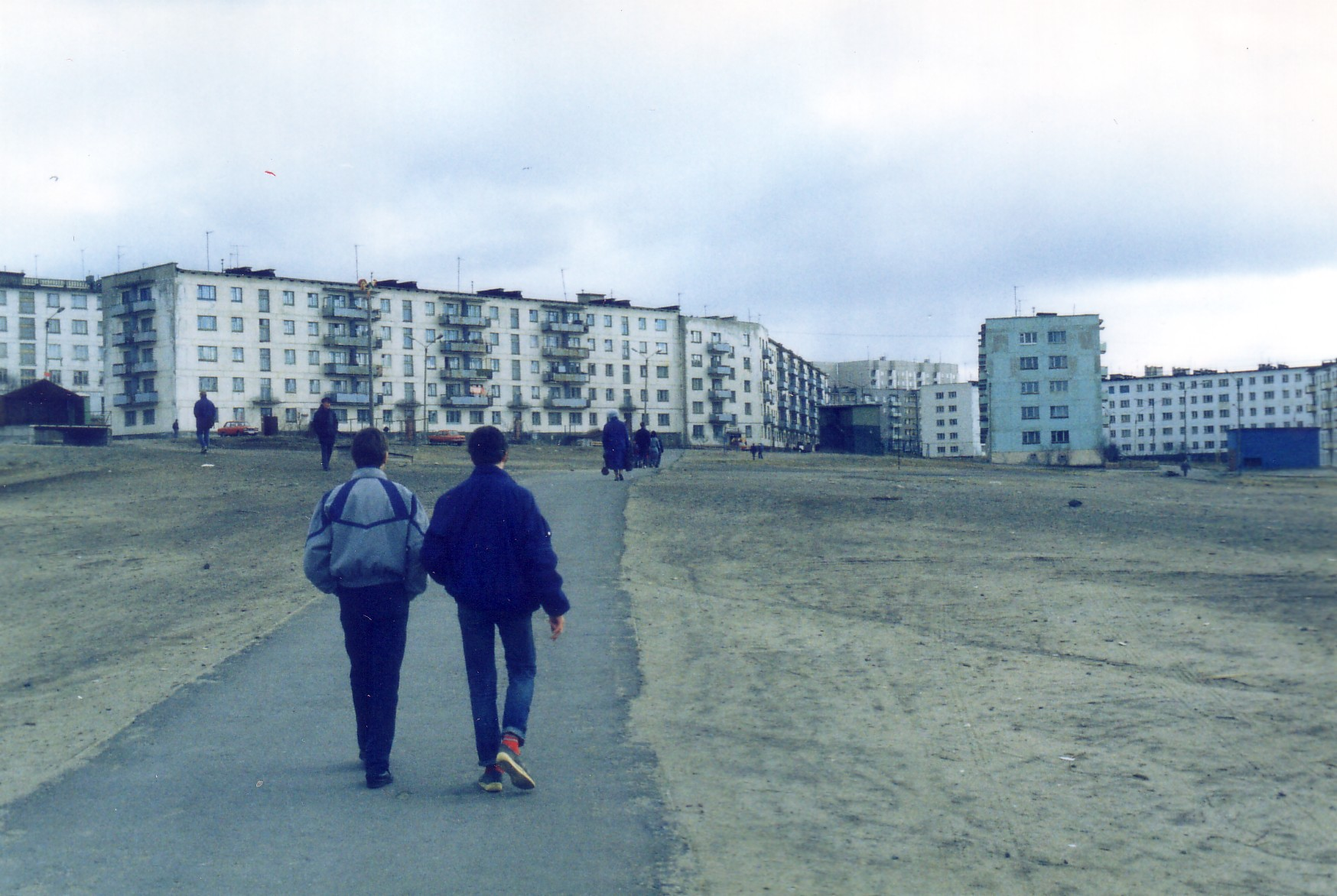
Nikel 1991
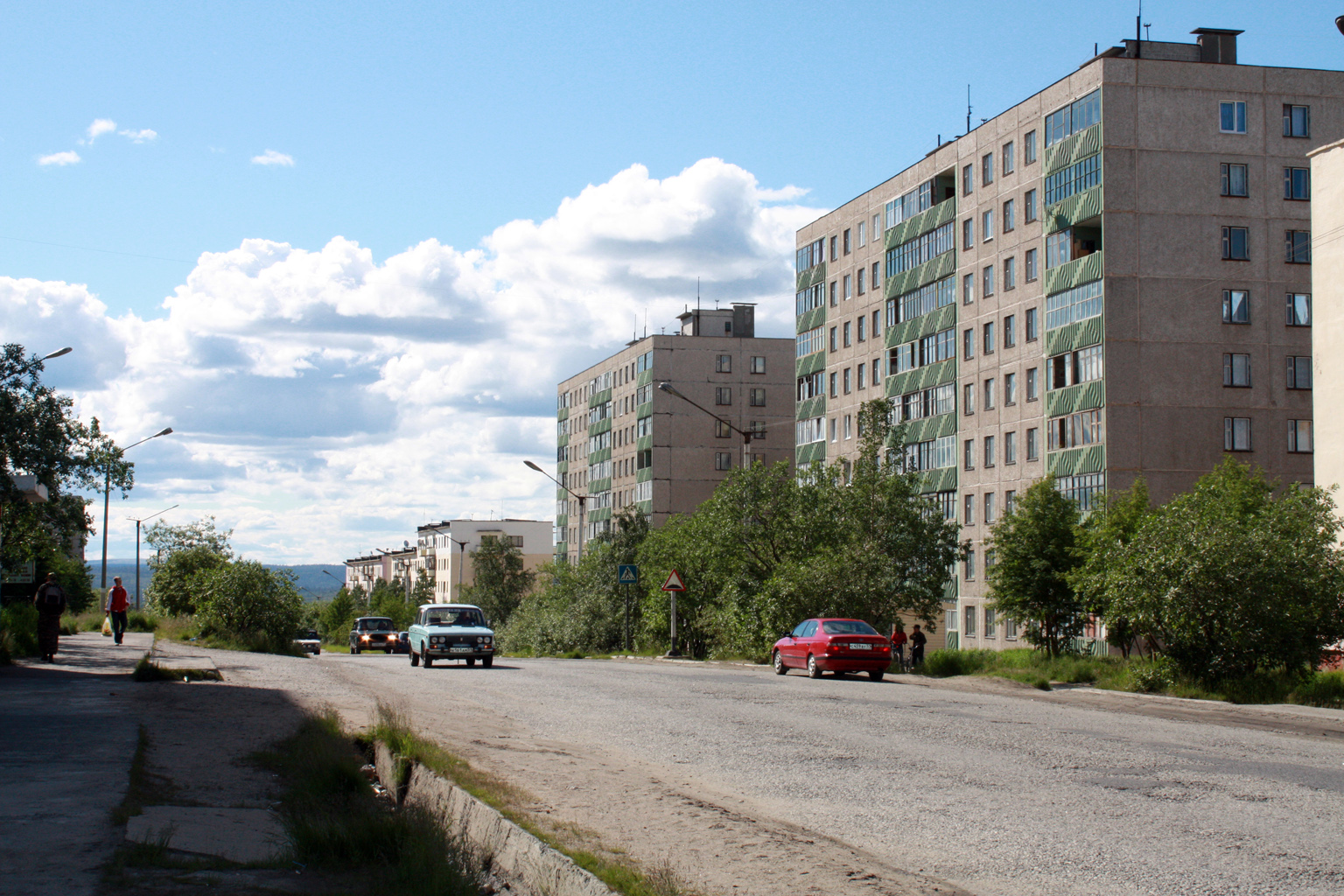
Gata i Nikel 2008
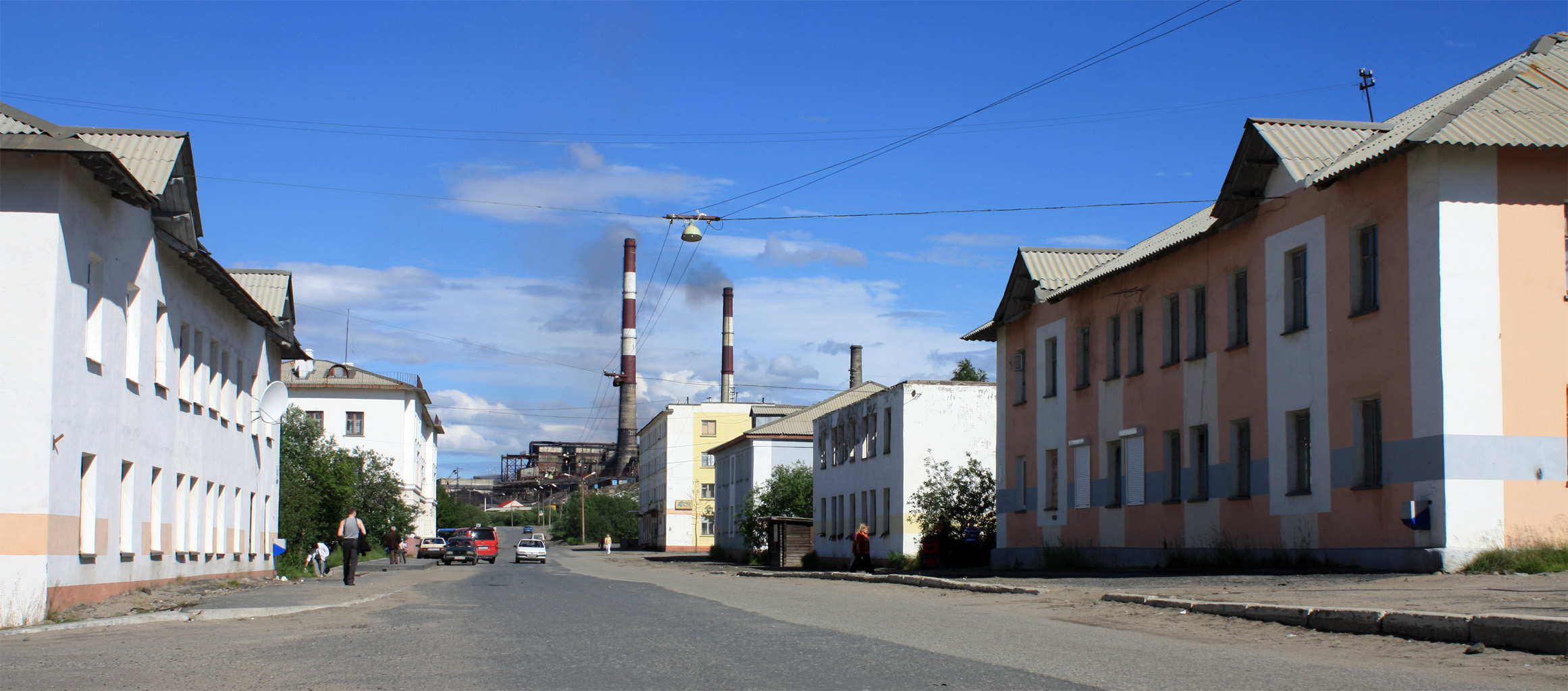
Gatuvy i Nikel 2008
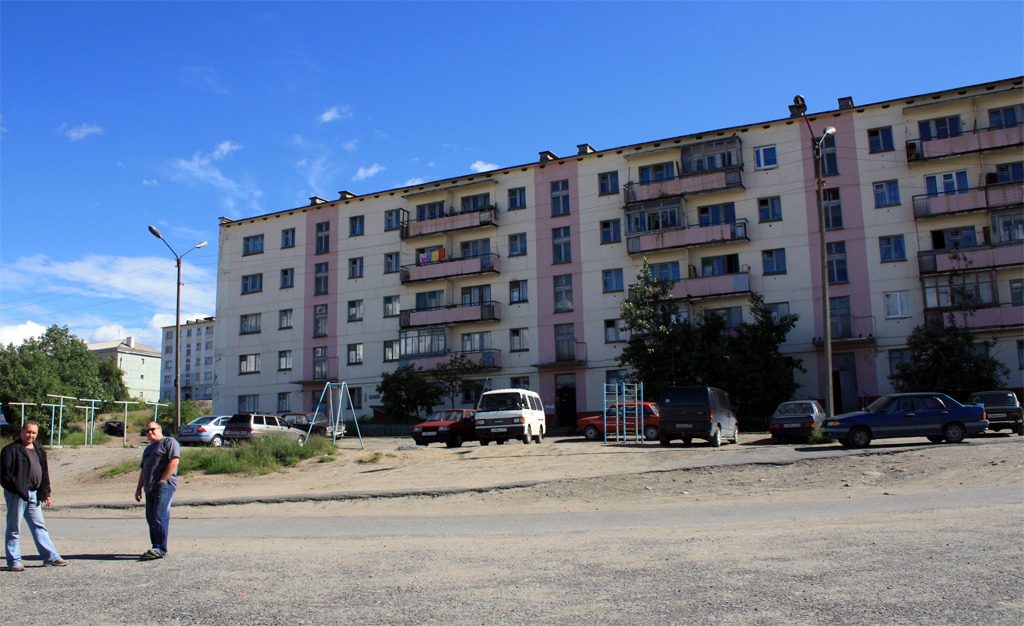
Nikel 2008
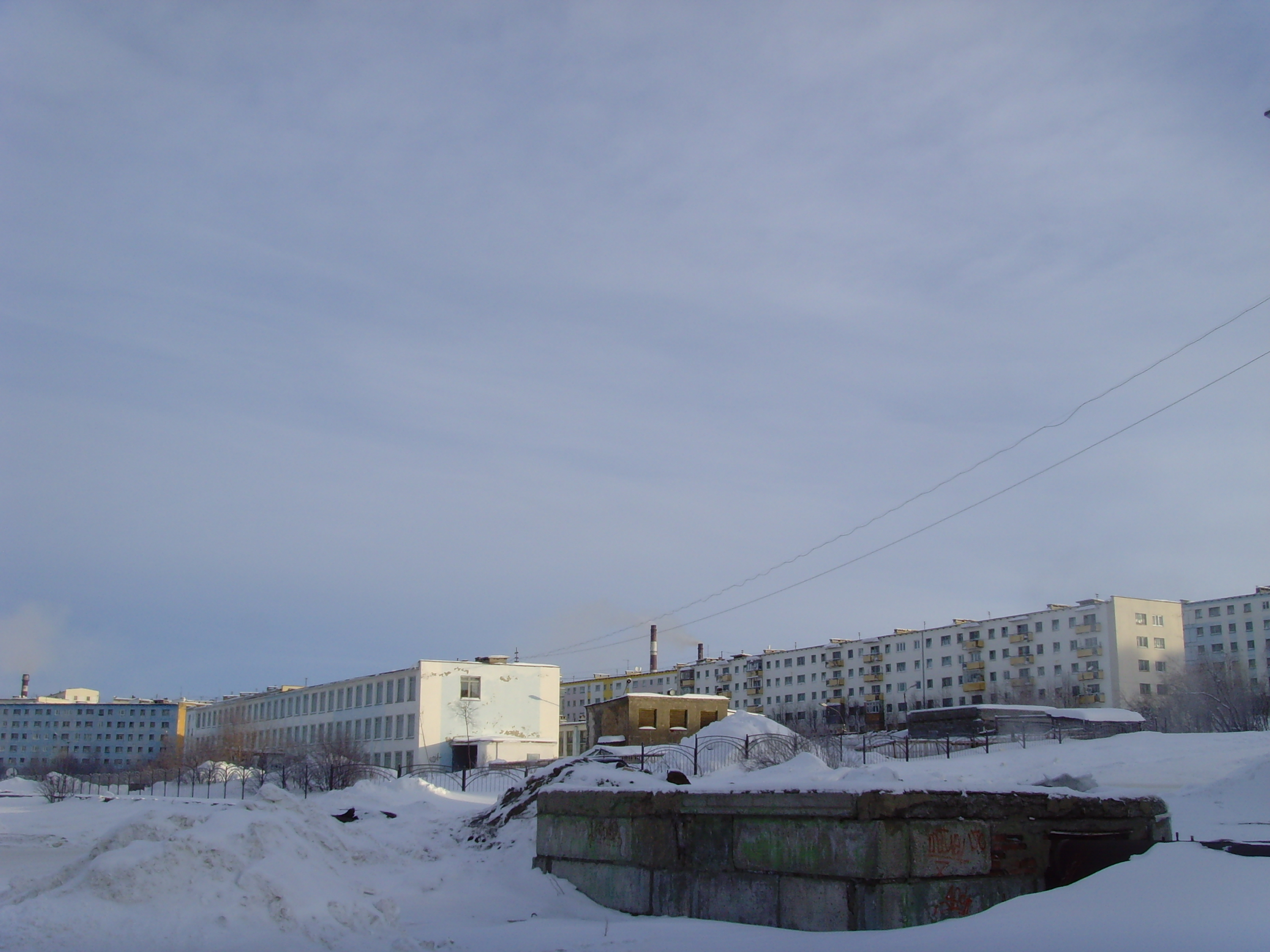
Nikel 2013
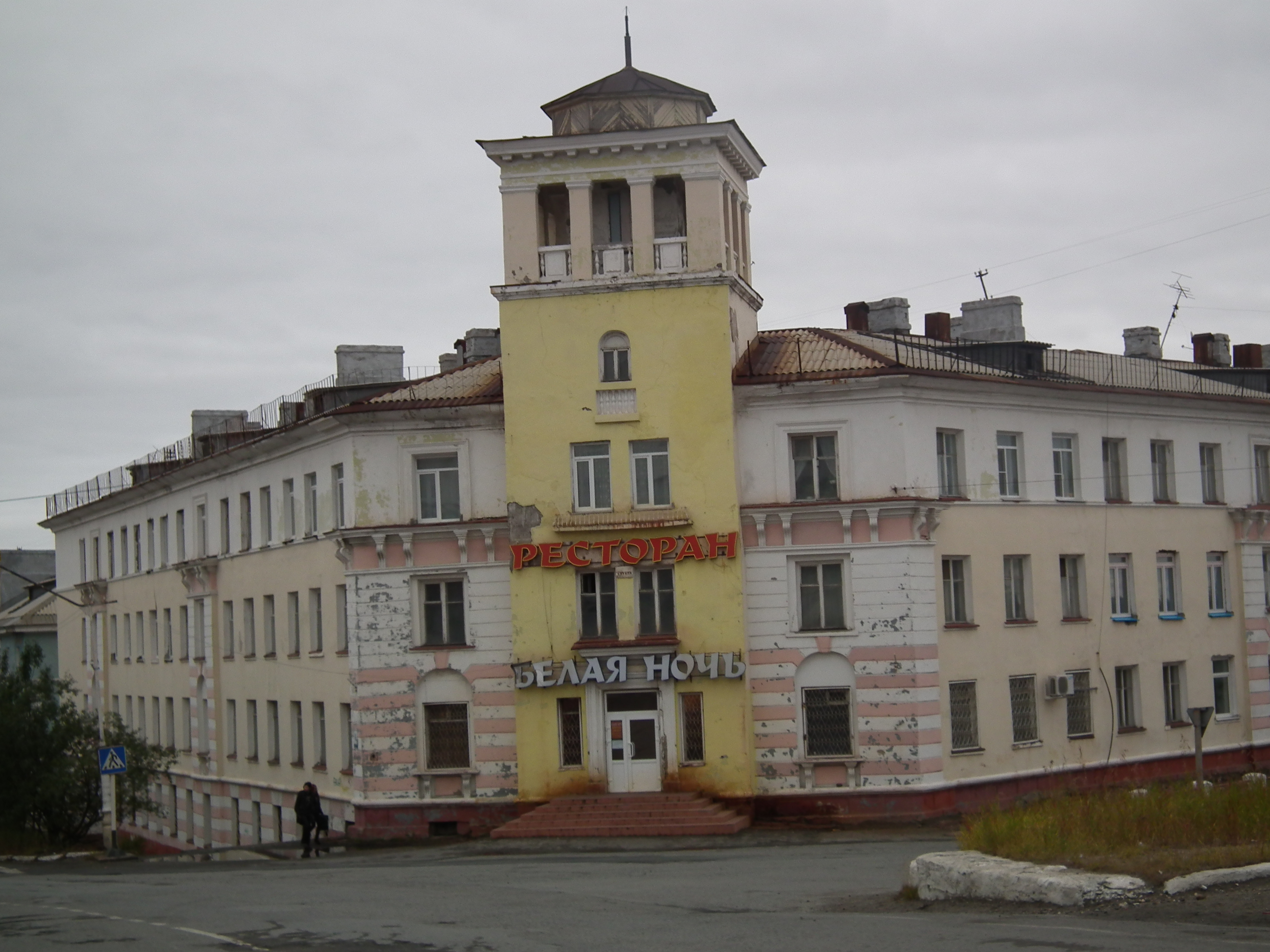
Nikel 2010